# درابر (ألبرتا)
درابر هي مستوطنة كندية في شمال ألبرتا من ضمن منطقة وودبفالو. تقع على الضفة الجنوبية لنهر كلير ووتر على بعد 12 كلم من فورت ماكموراي وأراضيها زراعية.

## تاريخها
تأسست دريبر عام 1922 وسميت تيمنا بتوماس درايبر التي أمتلك مقاع حجارة في المنطقة وأسس شركة فورت ماكموراي للزفت والنفط.

## اقتصادها
يتمحور اقتصادها على صناعات النفط الرملي التي يحاوطها من الشمال والجنوب.

## السكان
بحسب إحصائية 2012، كان عدد سكان درايبر 179 نسمة.

## قرى مجاورة
- فورت ماكموراي
- كونكلن
- أنزاك
- فورت تشيبوايان
- فورت ماكاي
- غريغوار لايك
- جنوب جانفيي
- سابري كريك
- درايبر
- فورت فيتزجيرالد
- بحيرات ماريانا

## إقراء أيضا
- قائمة مجتمعات ألبرتا
- قائمة قرى ألبرتا
- قائمة مجتمعات شمالي ألبرتا